# Säulen-Pappeln Birkenhainer Straße 7

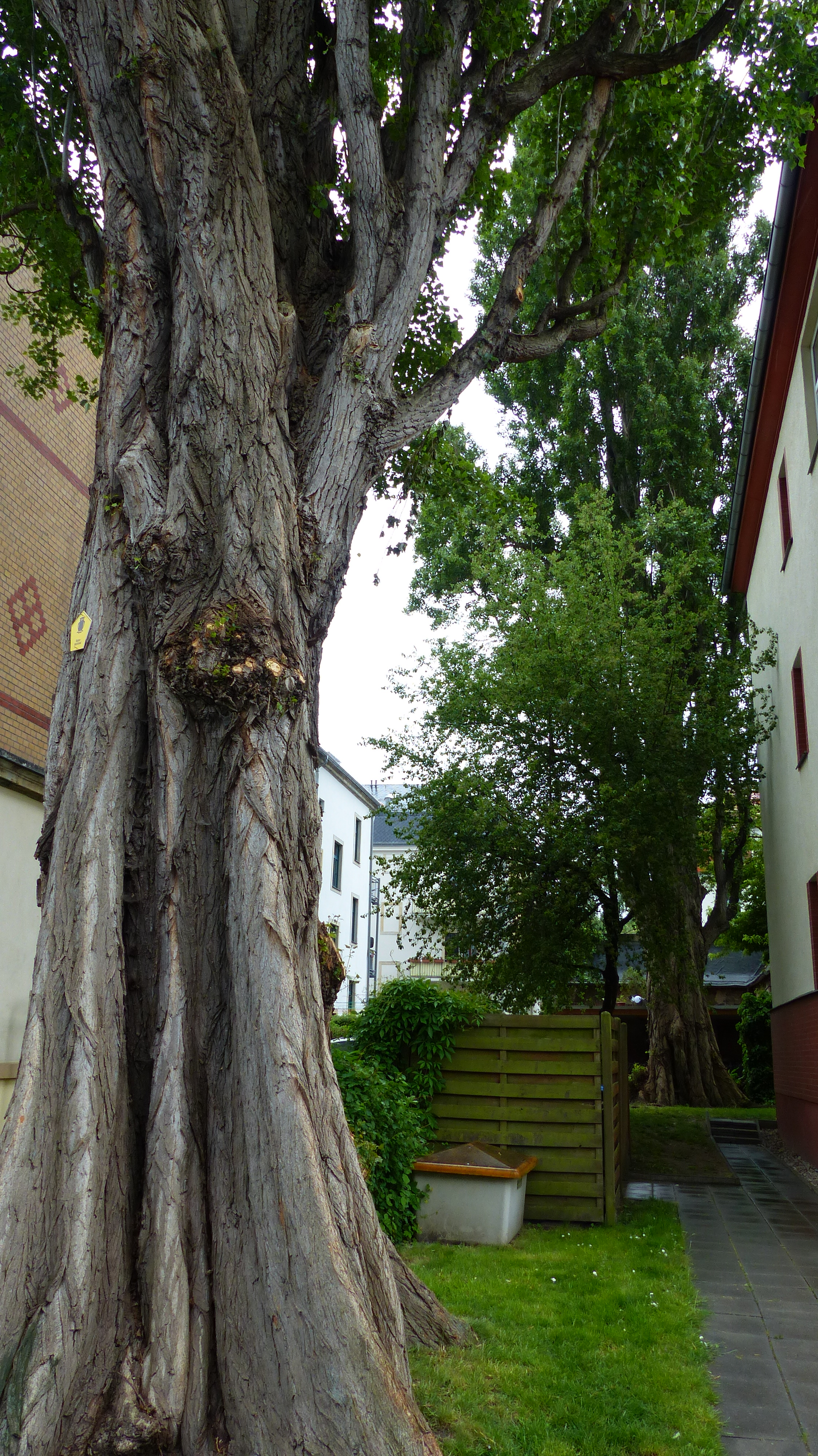
Säulen-Pappeln Birkenhainer Straße 7, Mai 2015

Die Säulen-Pappeln Birkenhainer Straße 7 sind zwei als Naturdenkmal (ND 121) ausgewiesene Säulen-Pappeln (Populus nigra 'Italica'), einer Varietät der Schwarz-Pappel (Populus nigra), im Dresdner Stadtteil Cotta. Mit Kronendurchmessern von 12 Metern sowie Stammumfängen von 4,5 respektive 5,7 Metern sind diese beiden Exemplare für ihre Art eine Rarität und weit überdurchschnittlich groß und wertvoll.

## Geographie
Die Bäume stehen im Dresdner Westen im Stadtteil Cotta auf dem Grundstück des Hauses Birkenhainer Straße 7 zwischen diesem Haus im Westen und dem Haus Klopstockstraße 28 im Osten. Ein Baum steht straßenseitig im Vorgarten, der andere etwa 20 Meter von diesem entfernt gartenseitig hinter den Häusern.

## Geschichte
Anfang der 2010er Jahre war die Landeshauptstadt Dresden als untere Naturschutzbehörde bestrebt, „39 besonders wertvolle Bäume an 29 Standorten“ als Naturdenkmale auszuweisen, darunter diese beiden Säulen-Pappeln sowie die Säulen-Pappel Kesselsdorfer Straße 235 in Gorbitz und die Säulen-Pappel Leeraue 10 in Wilschdorf. Die Festsetzung als Naturdenkmal zur „Sicherung und Erhaltung der beiden Bäume und deren Schutzbereiche wegen ihrer Eigenart und Schönheit“ erfolgte im Januar 2015 mittels einer Verordnung.
Der Schutzbereich rings um die beiden Bäume erstreckt sich unter der gesamten Krone zuzüglich neun Metern, mindestens jedoch 14 Meter von der Mitte des jeweiligen Stamms.